# Feminización de las migraciones

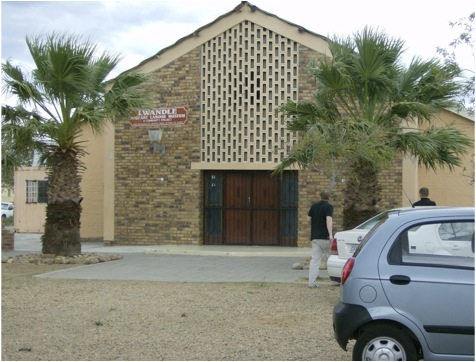
Lwandle Migrant Labour Museum, Sudáfrica.

Feminización de las migraciones  se refiere al hecho de las mujeres son cada vez más propensas a migrar para ocupar puestos de trabajo en países extranjeros. Gracias la globalización, en el siglo XXI, se observa una creciente feminización de las migraciones. A diferencia de siglos anteriores, en este siglo, las  mujeres constituyen  la avanzada del fenómeno migratorio y son las primeras en llegar al país de destino. El fenómeno de la creciente feminización de las migraciones constituye un importante cambio en los roles de género y crea nuevos retos para las políticas públicas. El cambio en relación con épocas anteriores es que cada vez más mujeres migran de forma independiente en búsqueda de trabajo y no lo hacen siguiendo a sus esposos o para reunirse con ellos que migraron antes. Las mujeres, quienes tienen un menor control sobre los recursos materiales, son las enviadas  a trabajar al extranjero para enviar dinero a su familia en su país de origen. En los casos en que migran en búsqueda de mejores oportunidades laborales y económicas muchas veces lo hacen para poder enviar dinero a sus hijos. En 1970, las mujeres que migraban solas representaban el 2% de todos los migrantes del mundo,  mientras que en el año 2000, el 48% de los 175 millones de migrantes del mundo eran mujeres. El aumento de la proporción de trabajadoras migrantes desde principios del siglo XX se suele denominar "feminización de la migración". Los motivos del aumento y de la feminización de las migraciones son, fundamentalmente, la desigualdad de género y  la huida de situaciones de violencia extrema.

## Historia
Hasta hace poco no existían estadísticas desglosadas por sexo, lo que dificultaba un análisis con perspectiva histórica del papel de las mujeres en las migraciones pero, en las últimas décadas, gracias a las estadísticas que discriminan por sexo (y no por género sentido), los datos  visibilizan el papel protagonista de las mujeres en los nuevos movimientos migratorios y se puede contrarrestar la representación histórica de las mujeres migrantes, con un papel meramente secundario y una categoría homogénea, con una nueva representación de mujeres que migran por cuenta propia en busca de mejores condiciones de vida.
La visión estereotipada de los inmigrantes como hombres jóvenes, en edad de trabajar que abandonan su país en busca de oportunidades económicas,  ha dado lugar a una feminización de las migraciones.
A diferencia de siglos anteriores, en el siglo XXI, las  mujeres se constituyen en  la avanzada del fenómeno migratorio y son las primeras en llegar al país de destino. Esto está directamente relacionado con una creciente feminización de la pobreza. En ningún país del mundo las mujeres tienen los mismos derechos y oportunidades que los varones. Las mujeres producen el 70% de los alimentos del mundo pero son dueñas de menos del 20% de la tierra. Es mayor el número de mujeres que de varones en empleos vulnerables y de baja remuneración. Las mujeres tienen menor acceso a las instituciones financieras y mecanismos de ahorro formales. Las diferencias salariales hacen que las mujeres ganen menos que los varones en todos los países del mundo. Las niñas y mujeres son las primeras víctimas de la malnutrición en países donde la sociedad legitima su posición de inferioridad. Las mujeres ganan menos que los varones por el mismo trabajo, tienen menor acceso a la propiedad, menor acceso al control de los recursos, son más vulnerables a la malnutrición durante el embarazo y la lactancia y sobre todo, tienen mayor vulnerabilidad cuando se trata de familias monomarentales o madres solteras, por todos estos motivos las mujeres son más vulnerables a la pobreza y el hambre.
Gracias la globalización, aumenta  la cantidad de migrantes en el mundo y entre las nuevas características de las migraciones aparecen la heterogeneización de los motivos - políticos o económicos, permanentes o temporales - y una creciente feminización de las migraciones,  lo cual constituye un importante cambio en los roles de género y crea nuevos retos para las políticas públicas.
En los siglos anteriores,  siglo XVIII,  siglo XIX o siglo  XX, el modo predominante de migración era que primero migraba el varón y luego su esposa para seguirlo. Esto cambió para el siglo XXI. El cambio fundamental en relación con épocas anteriores es que cada vez más mujeres migran de forma independiente en búsqueda de trabajo y no lo hacen siguiendo a sus esposos o para reunirse con ellos que viajaron antes. Las mujeres, que generalmente tienen menor control sobre los recursos materiales y simbólicos, son las enviadas en ocasiones a trabajar al extranjero para enviar dinero a su familia en su país de origen, donde dejan muchas veces, también a sus hijos. En los casos en que migran en búsqueda de mejores oportunidades laborales y económicas muchas veces lo hacen para poder enviar dinero a estos hijos. Este dinero es para mejorar los medios de vida y la salud de sus familias pero no la suya.
En 1970, las mujeres que viajaban solas solo representaban el 2% de todas las migraciones a nivel mundial,  mientras que en el año 2000, el 48% de los 175 millones de migrantes del mundo eran mujeres. En 2010, la División de Población de Naciones Unidas (UNPD) estimaba que 214 millones de personas eran migrantes en el mundo y que un 3% de la población mundial migra anualmente.
Las migraciones se están feminizando cada vez más. Se habla de feminización de las migraciones porque una de las características de las migraciones contemporáneas es el constante crecimiento de la participación de mujeres.

### Origen
La mitad de las personas migrantes de países en desarrollo residen en otros países en desarrollo y casi el 80% de la migración en el sur se realiza entre países limítrofes.
En África, la aparición de mujeres migrantes como sostén de la familia ejerce presión sobre los roles de género dentro de la familia tradicional.   Las estadísticas muestran un creciente aumento de la migración de mujeres africanas que se desplazan de forma independiente para satisfacer sus propias necesidades económicas.
En Latinoamérica, también hubo un creciente proceso de feminización de las migraciones. En Latinoamérica, en el año 2002 las mujeres representaban el 50,5% de los migrantes en el mundo. En el caso de Argentina, las mujeres migrantes provenientes de Bolivia, de Paraguay y de Perú representaron el 50,3% por ciento, el 55,6% y el 55% de los migrantes en 2010 y 2011.
En España, en 2018, el 52% de los inmigrantes eran mujeres y el 48% varones. Las mujeres que llegan a España, provienen mayoritariamente de Latinoamérica, norte de África y Europa del este.

### Causas
Según la Organización Internacional para las Migraciones de las Naciones Unidas, las mujeres migran por causas económicas, sociales y criminales, es decir, huyen de la inseguridad, la corrupción o la delincuencia organizada. El 50% de los refugiados del mundo son mujeres y niñas pero sólo el 4% de los proyectos de las Naciones Unidas se destinan a mujeres y niñas. 1 de cada 5 mujeres desplazadas fue víctimas de violencia sexual.
En resumen, los motivos del aumento y de la feminización de las migraciones son, fundamentalmente, la desigualdad de género y la huida de situaciones de violencia extrema como el temor a perder la vida o a sufrir algún daño físico. A diferencia de la migración masculina, la migración femenina debe encontrarse con la censura, las leyes patriarcales y la falta de igualdad tanto de los países de origen como de los de destino.

### Demanda laboral
La demanda y la oferta de mano de obra de las mujeres migrantes se ven afectadas por normas de género desiguales en el mercado laboral. Los puestos de trabajo a los que suelen acceder las mujeres inmigrantes dependen de las desigualdades de género existente en los países receptores, que segmentan  el mercado de trabajo por razón de género. A las mujeres se les ofrecen puestos en el segmento peor pago, en el servicio doméstico y en el cuidado de niños y ancianos.
La incorporación progresiva a trabajos remunerados de las mujeres de países del norte ha provocado una demanda de mano de obra encargada de las tareas reproductivas y de los cuidados. De este modo, el acceso al mercado laboral de las mujeres de países occidentales, proceso fundamental para su emancipación, se realiza a costa y por medio de las mujeres del sur, con lo que la feminización de los flujos migratorios contemporáneos se debe en gran medida a una transferencia de cargas.
Las mujeres de  Guatemala migran hacia México mientras que las mujeres de El Salvador van a los Estados Unidos a buscar trabajo.
Las mujeres de Paraguay  migran a la Argentina en busca de trabajo doméstico, las de Bolivia, para trabajar en actividades agropecuarias y el comercio por menor en las calles, las de Perú, todas ellas con elevado perfil educativo, en el servicio doméstico y en el cuidado de niños o ancianos. Todas ellas en trabajos sin calificación y no registrados. Las mujeres de Nicaragua migran a Costa Rica y Estados Unidos.
Las mujeres que llegan a España, independientemente de su nivel de estudios y de su experiencia profesional previa,  se ubican en el último escalón de la estructura social y laboral del mercado de trabajo. Una de cada dos mujeres extranjeras (el 50%) trabajan en ocupaciones elementales en España, como  el trabajo doméstico y el cuidado a la dependencia, y un 30%, como trabajadoras de servicios de restauración, personales, protección y vendedoras.
En Arabia Saudita contratan enfermeras y médicas de Nigeria, en el Reino Unido y los Estados  Unidos contratan enfermeras y médicas de Ghana.